# Троице-Колясниковская пустынь
Троице-Колясниковская пустынь (1634—1764) — монашеское поселение, располагавшееся недалеко от села Даниловское Костромского уезда (сейчас город Данилов Ярославской области). Пустынь была основана монахом-отшельником Капитоном, современником протопопа Аввакума.

## 1634—1639 гг
Капитон родился в крестьянской семье в селе Даниловском, постриг принял в ближайшем монастыре.
При царе Михаиле Фёдоровиче он основал Княгинину мужскую пустынь на территории современной Вологодской области.
Около 1630 года Капитон оставил пустынь и вернулся в родные места. В 1634 году старец получил по жалованной грамоте царя Михаила Романова пустошь Колесниково и Маремьянин починок. Царский указ от 1634 года санкционировал существование скита и позволял ему пользоваться соседними угодьями. Фактически скиты уже существовали к этому году.
Капитон основал сначала небольшой мужской монастырь — Троице-Колясниковскую пустынь, а затем и пустынь женскую — Морозовскую во имя Рождества Пресвятой Богородицы. Троицкая мужская пустынь, что в Колясниках, находилась в 4-х верстах от села Даниловское. Морозовская женская пустынь, которая насчитывала 10-15 монахинь, находилась в селе Морозово в 1 версте от мужского скита. Основание этих скитов показывает, что Капитон занимался не только личным «спасением», но и стремился приобрести учеников и последователей.
В Колясниках отшельник построил деревянную церковь во имя Живоначальной Троицы с приделами Вознесения Господня и мученика Белоградского Иоанна. Позже была построена деревянная церковь во имя Иоанна Богослова.
Старец проповедовал среди своих иноков двоеперстие и создал особый вид раскола — беспоповщину, именуемую также «капитоновщиной», ставшую самым ранним явлением русского раскола. От его имени раскольники первоначально назывались капитонами. Именно отсюда разошлось учение Капитона по всей стране и стало предшественником реформ патриарха Никона.
Изнемождение тела веригами, строжайшим постом, вечными поклонами, неудобным сном было отличительной чертой его монашеской школы. Спал Капитон очень мало, проводя все своё время в молитве, чтении псалмов и работе. Его система поста была необычайно сурова и безрадостна. Даже в большие праздники, когда православная церковь ослабляет или совсем прекращает пост, как, например, на Пасху и на Рождество, Капитон ничего не разрешал есть своим ученикам, кроме семян и ягод. На святую Пасху братия разговлялась не крашеным яичком, а красной луковицей, что входило в явное противоречие с церковными канонами.
Аскетический фанатизм, который можно назвать полным умерщвлением плоти, не исчерпывал особенности его учения. Сначала Капитон старался не получать благословения от священников, «злоупотреблявших» вином, а потом совсем перестал подходить под благословение и даже перестал ходить в церковь и принимать причастие.
Благоволение властей к Капитону длилось недолго. Видимо, его практика аскетизма переходила обычные границы монастырской жизни. В 1639 году патриарху Иоасафу I пришёл донос о распространении Капитоном неправославного учения, в связи с чем царь Михаил Фёдорович приказал ярославскому воеводе Секирину поместить старца в Спасо-Преображенский монастырь Ярославля для исправления. Иоасаф I приказал закрыть обе обители, а проживающих в них монахов поставить под наблюдение соседнего монастыря.
Однако в Ярославль старец не попал, уйдя с горсткой единомышленников в раскольнические скиты Владимирской губернии на берега озера Кщара.

## 1640—1764
После бегства из пустыни Капитона и его последователей в 1639 году недавно открытая обитель пришла в сильное запустение и находилась на грани закрытия. Однако в 1640 году указом царя Михаила Фёдоровича в Троице-Колясниковскую пустынь перевелась братия упразднённого Преображенского мужского монастыря, располагавшегося в селе Даниловском. Управление пустынью было передано настоятелю даниловского монастыря старцу Пимену.
Вместе с переведённым монастырём были перенесены тёплая церковь и чудотворная икона Казанской Божией Матери. Особое почитание этой иконы началось в 1626 году, когда её, неповреждённую, нашли на месте сожжённого поляками в 1608 г. княжеского дворца. Найденная икона послужила тогда началом возведения Преображенского монастыря.
Колясниковская обитель процветала за счёт множества паломников, стекающихся со всей России к Явленной и Чудотворной иконе Божьей Матери. Бесценный и знаменитый священный образ в Петров пост носили Крестным ходом в село Даниловское (позднее преобразованное в город Данилов), в Воскресенский собор, для поклонения. К Казанской летней икону таким же образом, многолюдно, возвращали обратно.
По описи 1680 года в Колясниковой обители кроме трёх церквей было восемь братских келий, пекарня, два амбара, за монастырём — конюшенный двор с двумя избами, вокруг монастыря была крытая тесом ограда, окружавшая его по периметру. На колокольне, перенесённой на святые ворота обители в 1644 году, были устроены часы с боем.
В 80-х годах XVII века в Колясниках по благословению патриарха Иоакима вместо деревянного Троицкого храма были сооружены два каменных: один в честь Святой Троицы, а другой в честь Казанской иконы Божьей Матери. Одноглавый четырёхстолпный Троицкий храм практически повторял Троицкий собор Свято-Троицкой Сергиевой лавры. Иконостас поставлен перед восточными столбами и шестиярусный, как и в Троицком соборе. Такое сходство храмов объясняется участием в возведении храмов в пустыни келаря Троицкой лавры Прохора. Возле Троицкой церкви находилась часовня с образом Илии Пророка над могилой святого Илии Юродивого, умершего после 1592 г. Забытый в настоящее время, блаженный Илия был очень почитаем местными жителями.
Каменные храмы простояли вплоть до пожара 1693 года, когда обитель выгорела так, что нельзя было совершать богослужение. Тогда же боголюбивый князь Пётр Лукич Львов, благоволивший монастырю, пожертвовал готовую деревянную церковь на место сгоревшей.
Троице-Колясниковская пустынь, расположенная в непосредственной близости от села Даниловского, была довольно хорошо благоустроена, и благодаря вкладам и пожертвованиям отдельных частных лиц ко времени своего закрытия имела немало ценных предметов церковной утвари, серебряных крестов, икон. В Ярославском музее-заповеднике сохранился уникальный Синодик Троицкой обители начала XVII века с красочными миниатюрами, имеющий большую историческую и художественную ценность. В древнем документе обители между первыми лицами государства, среди поминаемых царей, князей, патриархов, архиепископов, вписаны имена благодетелей — князей Львовых: Петра Лукича и Ивана Борисовича.
Колясниковская пустынь была упразднена Екатериной II в 1764 году. Многие ценные вещи были переданы в костромской Ипатьевский монастырь. Церкви стали приходскими, а на монастырских землях расположилось село Троицкое. Здесь до советских времён действовали бывшие монастырские храмы, хранились и почитались чудотворные святыни.

## 1764 — настоящее время
В 1878 г. село входило в объединённый Колясниковско-Морозовский приход, куда также входило село Морозово.
В XIX—XX веках в Колясниках существовал большой церковный посёлок, включавший в себя кроме двух храмов, дом для священнослужителей и церковно-приходскую школу.
До настоящего времени ни монастырские, ни гражданские постройки не сохранились.
9 октября 2008 года между двумя бывшими колясниковскими храмами установлен и освящён памятный деревянный крест высотой в три с половиной метра.
К северо-западу от деревни Троица-Колясники находится уникальный объект живой природы «Аллеи липы с остатками монастыря в д. Троица», являющийся природно-историческим памятником природы.